# Ogliolo
L'Ogliolo (Oiöl in camuno) è un torrente della Val Camonica, in provincia di Brescia, lungo circa 16 km.
Nasce nella Valle di Corteno, nei pressi del passo dell'Aprica (1172 m s.l.m.) e confluisce nell'Oglio all'altezza di Edolo, (690 m s.l.m.).